# Puncturella agger
Puncturella agger är en snäckart som beskrevs av Watson 1883. Puncturella agger ingår i släktet Puncturella och familjen nyckelhålssnäckor. Inga underarter finns listade i Catalogue of Life.